# Pellegrino anonimo di Piacenza
Il pellegrino anonimo di Piacenza, a volte chiamato semplicemente pellegrino di Piacenza, (fl. VI secolo), fu un pellegrino cristiano del VI secolo proveniente da Piacenza, che si recò in Terra santa al culmine del dominio bizantino nel periodo tra il 570 e il 580 e scrisse un racconto del suo pellegrinaggio.
Questo anonimo pellegrino fu erroneamente identificato come Antonino di Piacenza, morto nel 303 e venerato come martire.
La descrizione dei luoghi e delle tradizioni da parte del pellegrino piacentino è talvolta imprecisa, poiché tende a confondere luoghi della stessa zona, o simili che però si trovano in Egitto. Le sue descrizioni di viaggio sono ancora apprezzate dai ricercatori perché talvolta contengono informazioni su usi e costumi locali non menzionate in nessun altro testo.
L'itinerario del pellegrino documenta l'ampiezza del commercio del VI secolo a favore dei devoti pellegrini in Terra santa : «Siamo andati a Cana, dove nostro Signore era presente alle nozze», racconta il pellegrino piacentino, «e ci siamo adagiati sullo stesso divano». Le sue descrizioni del calice di onice venerato nella Chiesa del Santo Sepolcro e della Lancia sacra nella Basilica del Monte Sion sono le prime attestazioni del culto di queste due reliquie.

Del pellegrino piacentino scrisse F. Bechtel in The Catholic Encyclopedia:
«Nei manoscritti è talvolta chiamato Antonino Martire, per ignorante confusione dello scrittore col martire S. Antonino che è venerato a Piacenza. È l'ultimo scrittore che ha visto la Palestina prima della conquista musulmana. Sebbene nei suoi viaggi abbia coperto quasi lo stesso vasto territorio della suora spagnola, il suo lavoro contiene solo pochi dettagli che non si trovano in altri scrittori; è, inoltre, segnato da errori grossolani e da racconti favolosi che tradiscono la più ingenua credulità."